# Эдмистон, Сара
Сара Эдмистон (англ. Sarah Edmiston; род. 8 сентября 1975, Лоуэр-Хатт, Веллингтон) ― австралийская паралимпийская спортсменка новозеландского происхождения, специализирующаяся на метании диска и толкании ядра. На своём первом крупном международном соревновании (чемпионат мира по паралимпийской легкой атлетике 2017 года) выиграла бронзовую медаль в метании диска (категория F44), затем получила серебряную медаль в той же дисциплине на чемпионате мира по паралимпийской легкой атлетике 2019 года. Выиграла бронзовую медаль в метании диска (категория F64) на летних Паралимпийских играх 2020 года в Токио.

## Биография
Родилась 8 сентября 1975 года в городе Лоуэр-Хатт, Новая Зеландия.
C 2017 год живет в Перте (Западная Австралия). Замужем за бывшим австралийским бегуном с барьерами Полом Эдмистоном, у них четверо детей.

## Спортивная карьера
Эдмистон начала заниматься легкой атлетикой в маленьком легкоатлетическом клубе Bungaree. В 19 лет из-за несчастного случая, связанного с катанием на водных лыжах, ее спортивная карьера была остановлена. Она снова начала бросать в возрасте 25 лет, но была классифицирована только после Паралимпийских игр в Рио в 2016 году. Она классифицируется как F44.
Ее тренирует ее муж Пол Эдмистон и она является членом Пертского легкоатлетического клуба. На своем первом крупном международном соревновании она выиграла бронзовую медаль в женском Discus F44 на чемпионате мира по паралимпийской легкой атлетике 2017 года в Лондоне, Англия, с броском 33,80 м. Кроме того, она финишировала седьмой в соревнованиях по толканию ядра среди женщин F44 с броском 8,04 метра.
В 2016 году Эдмистон была удостоена стипендии Института спорта Западной Австралии по легкой атлетике. На чемпионате мира по паралимпийской легкой атлетике в Дубае в 2019 году она выиграла серебряную медаль в женском Discus F44 с броском на 36,43 метра.
Эдмистон соревновались на 2020 летних Паралимпийских играх в Токио, где выиграла бронзовую медаль в метании диска F64 с рекордным Океании 37.85m.